# Slovenia Future Series
Die Slovenia Future Series sind offene internationale Meisterschaften von Slowenien im Badminton. Sie wurden erstmals 2018 ausgetragen. Das Turnier ist nicht zu verwechseln mit den Slovenian International.

## Sieger
| Saison | Herreneinzel          | Dameneinzel           | Herrendoppel                            | Damendoppel                       | Mixed                        |
| ------ | --------------------- | --------------------- | --------------------------------------- | --------------------------------- | ---------------------------- |
| 2018   | Luka Milić            | Sara Peñalver Pereira | Oliver Gram Mads Thøgersen              | Katarina Galenić Maja Pavlinić    | Miha Ivančič Petra Polanc    |
| 2019   | Karan Rajan Rajarajan | Jenjira Stadelmann    | Jaromír Janáček Tomáš Švejda            | Frederikke Lund Signe Schulz      | Miha Ivančič Petra Polanc    |
| 2020   | nicht ausgetragen     | nicht ausgetragen     | nicht ausgetragen                       | nicht ausgetragen                 | nicht ausgetragen            |
| 2021   | Andi Fadel Muhammad   | Simona Pilgaard       | William Kryger Boe Christian Faust Kjær | Viktoriia Kozyreva Mariia Sukhova | Mads Muurholm Clara Løber    |
| 2022   | Andi Fadel Muhammad   | Tomoka Miyazaki       | Rasmus Espersen Kristian Kræmer         | Hina Akechi Sorano Yoshikawa      | Mihajlo Tomić Anđela Vitman  |
| 2023   | Jakob Houe            | Heli Neiman           | Marvin Datko Jarne Schlevoigt           | Martina Corsini Miranda Johansson | Jarne Schlevoigt Julia Meyer |
| 2024   | Enogat Roy            | Anna Tatranova        | Yann Orteu Minh Quang Pham              | Lucie Amiguet Caroline Racloz     | Miha Ivančič Petra Polanc    |